# Drepanepteryx falculoides
Drepanepteryx falculoides là một loài côn trùng trong họ Hemerobiidae thuộc bộ Neuroptera. Loài này được Walker miêu tả năm 1860.